# Shovel Knight
Shovel Knight (в переводе с англ. — «Лопатный Рыцарь») — компьютерная игра в жанре 2D action-платформера, созданная независимой студией Yacht Club Games и выпущенная в 2014 году для платформ Microsoft Windows, Nintendo Wii U и 3DS. Позже игра была также выпущена для macOS, Linux, PlayStation 3, PlayStation 4, PlayStation Vita, Xbox One и Nintendo Switch
Игра рассказывает историю Лопатного Рыцаря, который должен спасти свою возлюбленную, Щитового Рыцаря, захваченную злым духом из заколдованного амулета. Графика и музыка игры стилизована под игры для 8-битной консоли Nintendo Entertainment System. Чтобы добиться этого, разработчики сознательно упрощали графику, подгоняя её под технические ограничения NES. Средства на разработку и издание игры собраны в результате успешной краудфандинговой кампании на сайте Kickstarter, в ходе которой разработчики собрали более 300 тысяч долларов.
Shovel Knight получила положительные отзывы критиков. Игра также получила ряд наград. Всего по состоянию на июнь 2015 года было продано более 700 000 копий игры.

## Игровой процесс
Shovel Knight является двухмерным платформером, стилизованным под игры платформы Nintendo Entertainment System, в котором игрок управляет одноимённым героем, Лопатным Рыцарем, собирает разбросанные по уровням сокровища, а также сражается с боссами, которые являются членами Ордена без пощады. Основным оружием главного героя является лопата, с помощью которой он способен бить врагов, откапывать сокровища, а также прыгать на головы врагов, подобно героям игр DuckTales и Zelda II: The Adventure of Link. У торговцев, расположенных на уровнях, а также у торговца в городе, главный герой может купить дополнительные предметы, среди которых посох, стреляющий огненными шарами, перчатки, пробивающие различные блоки, а также медальон, позволяющий на несколько секунд отключать получаемый урон. Используя данные предметы, игрок расходует магическую энергию, которую можно пополнить, найдя разбросанные по уровням зелья.
Помимо прохождения уровней и убийства боссов, позволяющего пройти дальше по карте, игроку предлагается собирать сокровища. Они могут быть получены после убийства врагов, найдены в сундуках, либо откопаны из земли. Также игрок может найти нотные партитуры, которые открывают дополнительные композиции саундтрека и которые можно продать в городе. На собранные сокровища игрок может приобрести различные улучшения, повышающие очки здоровья и магии, дополнительные предметы, а также улучшения брони и лопаты.
Несмотря на то, что игра основана на играх 8-битной эры, она использует ряд более современных механик. На уровнях расположены контрольные точки, позволяющие сохранять игру. Главный герой имеет неограниченное количество жизней. Однако, как в Dark Souls, каждый раз, когда он умирает, он оставляет большую часть найденных сокровищ на месте смерти, воскресая рядом с ближайшей контрольной точкой. Также игрок может разрушить контрольную точку, получая при этом больше сокровищ, но при смерти главный герой будет отправлен к предыдущей неразрушенной контрольной точке.
После прохождения игры, игроку открывается режим «Новая игра+», увеличивающий общую сложность игры, делая врагов более сильными, а также уменьшающий количество доступных контрольных точек. Однако в данном режиме игрок сохраняет все приобретённые ранее улучшения и предметы. Также в игре доступна система паролей, позволяющая игроку вводить различные чит-коды.

## Сюжет

### Shovel of Hope(Лопата Надежды)
Игра рассказывает историю Лопатного Рыцаря (англ. Shovel Knight), который во время путешествия по миру со своей возлюбленной, Щитовым Рыцарем (англ. Shield Knight), попал в Башню судьбы (англ. Tower of Fate). В ней они нашли заколдованный амулет, который захватил Щитового Рыцаря. Проснувшись у костра, Лопатный Рыцарь узнаёт, что Башня судьбы теперь запечатана и он больше не может спасти свою возлюбленную. Он уходит в изгнание. Пока он находился в изгнании, мир, оставшийся без защитника, был захвачен злодеями: Чародейкой (англ. Enchantress) и членами Ордена без пощады (англ. The Order of No Quarter), которые помогают Чародейке. Однажды он узнаёт, что она открыла Башню, после чего решает отправиться туда, чтобы спасти свою возлюбленную. Однако Чародейка отправляет членов Ордена для того, чтобы остановить его.
Всего в состав Ордена входят восемь членов: Король Рыцарь (англ. King Knight), Призрачный Рыцарь (англ. Specter Knight), Алчный Рыцарь (англ. Treasure Knight), Подземный Рыцарь (Mole Knight), Чумной Рыцарь (англ. Plague Knight), Полярный рыцарь (англ. Polar Knight), Летающий Рыцарь (англ. Propeller Knight) и Инженерный Рыцарь (англ. Tinker Knight). Также на пути к Башне главному герою несколько раз встречается Чёрный Рыцарь (англ. Black Knight), который не является членом Ордена, но также пытается помешать главному герою. Чтобы добраться до Башни, ему необходимо победить всех членов Ордена. После победы над ними, Лопатный Рыцарь добирается до Башни, где встречает Чёрного Рыцаря. Там главный герой узнаёт, что Чародейка это злой дух, живущий в амулете, и что он вселился в тело Щитового Рыцаря. Чёрный Рыцарь, который также любил её, взялся охранять Башню от Лопатного Рыцаря, чтобы он не причинил вреда Щитовому Рыцарю.
Пробравшись в Башню, главный герой находит членов Ордена, которые ужинают в ней. Они требуют реванша. Лопатный Рыцарь должен сразиться с каждым из них подряд. Победив их, он направляется к Чародейке, с которой он должен сразиться. Ему удаётся изгнать злого духа, превратив Чародейку обратно в Щитового Рыцаря. Однако после этого им предстоит сразиться с могущественным призраком, в которого превратился дух. В последний момент битвы призрак пытается убить их обоих. Он ранит Лопатного Рыцаря, но Щитовой Рыцарь отражает заклинание. В этот момент появляется Чёрный Рыцарь, которому она говорит, что рада видеть их обоих в последний раз и просит унести раненого Лопатного Рыцаря из Башни. После этого Башня разрушается. Чёрный Рыцарь выполняет обещание, спасая главного героя, и кладёт его около костра. Игра показывает дальнейшую судьбу всех персонажей, после чего заканчивается сценой, в которой Щитовой Рыцарь, хромая, подходит к костру и ложится рядом с Лопатным Рыцарем.

### Specter of Torment(Призрак Мучений)
Действия игры происходят задолго до Shovel of Hope. Игра рассказывает о похождениях Призрачного Рыцаря, который был одним из ключевых боссов оригинальной компании. Также в определённые моменты игры игроку показываются его воспоминания тех времён, когда он был обычным человеком по имени Донаван.
В один день Донаван вместе со своим лучшим другом Луаном решились забраться в Башню Судьбы, чтобы получить таинственный Амулет и с его помощью защитить сына Луана. Когда они добираются до алтаря с амулетом, их останавливает Щитовой Рыцарь, которая пытается отговорить их брать амулет. Донаван, решив, что она хочет взять амулет сама, отказывается и вступает в битву с Щитовым Рыцарем. Луан отказывается сражаться и начинает раздумывать о её словах. В ходе битвы Донаван одолевает Щитового Рыцаря, однако Луан заступается за неё, пытаясь вразумить своего друга. Донаван, разочаровавшись в своём друге, отталкивает его в одну из колон, а Щитового Рыцаря берёт в заложники.
Внезапно пол под ними проваливается. В ходе падения Луан погибает, Щитовой Рыцарь сливается с амулетом, превращаясь в Чародейку, а Донаван получает смертельное ранение от падения. Чародейка, подлетев к лежащему Донавону, предлагает жизнь в замен на службу ей, Донаван соглашается. Чародейка превращает его в Призрачного Рыцаря и выдаёт боевую косу. Параллельно Чародейка заколдовывает его медальон, говоря, что когда он приведёт в её Орден без Пощады восемь сильнейших рыцарей королевства, амулет превратит его обратно в человека. Призрачный Рыцарь обещает, что выполнит свою миссию.
Призрачный Рыцарь начинает свои похождения с Равнин, где находит Чёрного Рыцаря. Призрачный Рыцарь пытается завербовать его в орден, но Чёрный Рыцарь отказывается, спуская на протагониста своего питомца Шипорога. Наблюдая за схваткой, Чёрный Рыцарь узнаёт стиль боя когда-то погибшего Донавана. Он пытается отговорить его от службы Чародейке, но Призрачный Рыцарь решает продолжить свою миссию. Остальные рыцари (Король Рыцарь, Чумной Рыцарь, Подземный Рыцарь, Алчный Рыцарь, Инженерный Рыцарь, Летучий Рыцарь и Полярный Рыцарь) с боем соглашаются присоединиться в Орден без Пощады.
На Дворе Кровопийцы Призрачный Рыцарь встречает Призрачного Бойца, который, как и Чёрный Рыцарь, отказывается присоединяться в Орден. Тем временем в башню врывается Базз, желающий присоединиться к Ордену, но Призрачный Рыцарь выгоняет его из башни. Затем в башню врывается Райзи с целью их остановить; Призрачный Рыцарь собирается выгнать и его, но в диалог вступает Чародейка и превращает Райзи в Тёмного Райзи. Завязывается бой, после которого Чародейка под впечатлением от стиля боя Райзи делает его хранителем Тёмного Зеркала, а предыдущего хранителя отправляет в темницу.
Когда семь рыцарей присоединяются к Ордену, Призрачный Рыцарь замечает, что Райзи нет на своём посту. В башню врывается Чёрный Рыцарь верхом на Шипороге и появляется Чародейка, в которой Чёрный Рыцарь узнаёт Щитовую. Призрачный Рыцарь, осознав, что он никогда не освободится, поскольку Чёрный Рыцарь всё так же отказывается присоединиться к Ордену, решает покончить с Чародейкой. На пути его пытается остановить Чёрный Рыцарь с Шипорогом; завязывается вторая битва, в результате которой Шипорог погибает. Добравшись до Чародейки, Призрачный Рыцарь одерживает над ней победу. Чародейка призывает Райзи и обращает его в кошмарную форму. Начинается финальная битва между Призрачным Рыцарем и Кошмарным Райзи, по результатам которой Чародейка видит в Райзи достойного члена Ордена без Пощады.
Призрачный Рыцарь жертвует собственной свободой и сам присоединяется в Орден. Он перенаправляет магию медальона на Райзи, превращая его в обычного человека, и отводит его в ближайшую деревню. После титров показывается последнее воспоминание Призрачного Рыцаря, в котором Луан передаёт Рыцарю медальон, и Донаван даёт ему клятву, что будет оберегать его сына Райзи.

## Разработка
Shovel Knight стала первой игрой, разработанной независимой студией Yacht Club Games, созданной бывшими работниками студии WayForward. Они хотели сделать игру, которая была бы максимально похожа на игры для платформы Nintendo Entertainment System. Среди источников вдохновения называются Castlevania III: Dracula’s Curse, Zelda II: The Adventure of Link, DuckTales, Super Mario Bros. 3, серия Mega Man, а также ряд более поздних игр, среди которых U.N. Squadron и Dark Souls. Однако разработчики Shovel Knight старались не просто стилизовать игру под игры 8-битной эпохи, а создать её, основываясь на технических ограничениях NES. Уже нарисованные, детально проработанные спрайты персонажей были несколько раз перерисованы с использованием ограниченной цветовой палитры, чтобы уменьшить количество деталей в них. Некоторые битвы с боссами в Shovel Knight проходят на чёрном фоне, поскольку из-за технических ограничений NES в играх тех времён боссы отрисовывались на фоновом слое. Несмотря на это, чтобы сделать игру более современной, некоторые ограничения не были использованы. Shovel Knight поддерживает соотношение сторон экрана 16:9, использует несколько цветов, недоступных в цветовой палитре NES, а также не использует мерцание спрайтов (англ. flickering).
Игра была анонсирована 17 марта 2013 года, одновременно с запуском Kickstarter-кампании, в ходе которой Yacht Club Games хотели собрать 75 000 долларов. Данная сумма была собрана к концу марта, а всего на момент окончания кампании в апреле 2013 года было собрано более 300 тысяч долларов. Это позволило разработчикам значительно расширить игру. Изначально релиз игры планировался на сентябрь 2013 года, однако позже был перенесён на начало 2014 года. После ещё нескольких переносов, в июне 2014 года была объявлена окончательная дата выхода Shovel Knight — 26 июня 2014 года.

## Музыка
Вся музыка и звуковые эффекты к игре была написана в программе FamiTracker, которая учитывает ограничения приставки Famicom.
Для Shovel of Hope музыку написал основной композитор игры — Джейк Кауфман, совместно с Манами Мацумаэ (автором саундтрека первой части игры Mega Man). Оригинальный саундтрек включает в себя 48 мелодий и стал доступен на странице композитора на сайте Bandcamp в тот же день, что и игра. Также сразу выпущен альбом с переработанными аранжировками. Первоначально музыка писалась для обычного музыкального чипа Famicom — 2A03, однако финальный вариант уже содержит также чип расширения VRC6, что сделало музыку богаче и мелодичнее, но всё ещё вписывалось в рамки ограничений восьмибитных консолей.
Саундтрек для следующих частей Джейк писал один. В Plague of Shadows добавились 10 новых композиций. Для Specter of Torment Джейк переписал мелодии уровней и боссов, использовавшихся ранее. И в последней части King of Cards раскрывается весь спектор музыки: и оригинальные мелодии из Shovel of Hope, и переработанные из Specter of Torment, и сочинённые специально для этой части.

## Отзывы и критика
| Сводный рейтинг       | Сводный рейтинг                            |
| Агрегатор             | Оценка                                     |
| --------------------- | ------------------------------------------ |
| GameRankings          | 87,11 % (PC) 91,00 % (PS4) 89,98 % (Wii U) |
| Metacritic            | 85/100 (PC) 90/100 (PS4) 88/100 (Wii U)    |
| Иноязычные издания    |                                            |
| Издание               | Оценка                                     |
| Edge                  | 8/10                                       |
| Eurogamer             | 7/10                                       |
| GamesRadar+           | [ 26 ]                                     |
| GameTrailers          | 9,3/10                                     |
| IGN                   | 9,0/10                                     |
| PC Gamer (US)         | 80/100                                     |
| Polygon               | 9/10                                       |
| Русскоязычные издания |                                            |
| Издание               | Оценка                                     |
| «Игромания»           | 9,0/10                                     |

| Сводный рейтинг | Сводный рейтинг |
| Агрегатор       | Оценка          |
| --------------- | --------------- |
| GameRankings    | 86,00 %         |

В своём обзоре версий для 3DS и Wii U сайт wiiu.pro похвалил очарование, присущее всем ретро-играм, и грамотное использование особенностей консолей Nintendo. В качестве недостатков приводится банальность и неудобное управление, полностью скопированное из хитов 8-битных платформеров.

### Награды
| Год  | Награда                                                     | Категория                                 | Результат | Ссылка |
| ---- | ----------------------------------------------------------- | ----------------------------------------- | --------- | ------ |
| 2014 | The Game Awards 2014                                        | Лучшая инди-игра                          | Победа    | [ 32 ] |
| 2014 | Лучшие игры 2014 года по версии GameSpot                    | Игра года для 3DS                         | Номинация | [ 33 ] |
| 2014 | Лучшие игры 2014 года по версии GameSpot                    | Игра года                                 | Номинация | [ 34 ] |
| 2014 | Лучшие игры 2014 года по версии GameSpot                    | Игра года для Wii U                       | Номинация | [ 35 ] |
| 2014 | Лучшие игры 2014 года по версии Giant Bomb                  | Лучший дебют                              | Номинация | [ 36 ] |
| 2014 | Лучшие игры 2014 года по версии Giant Bomb                  | Лучшая игра                               | Номинация | [ 37 ] |
| 2014 | Лучшие игры 2014 года по версии Giant Bomb                  | Лучшая музыка                             | Номинация | [ 38 ] |
| 2014 | Награды 2014 года по версии читателей журнала Nintendo Life | Игра года для электронного магазина 3DS   | Победа    | [ 39 ] |
| 2014 | Награды 2014 года по версии читателей журнала Nintendo Life | Игра года для электронного магазина Wii U | Победа    | [ 39 ] |
| 2014 | Награды 2014 года по версии редакции журнала Nintendo Life  | Игра года для электронного магазина 3DS   | Победа    | [ 40 ] |
| 2014 | Награды 2014 года по версии редакции журнала Nintendo Life  | Игра года для электронного магазина Wii U | Победа    | [ 40 ] |
| 2015 | Лучшие игры 2014 года по версии IGN                         | Лучшая игра для 3DS                       | Победа    | [ 41 ] |
| 2015 | Лучшие игры 2014 года по версии IGN                         | Лучшая музыка                             | Победа    | [ 42 ] |
| 2015 | Лучшие игры 2014 года по версии IGN                         | Лучшая игра                               | Номинация | [ 43 ] |
| 2015 | Лучшие игры 2014 года по версии IGN                         | Лучший платформер                         | Победа    | [ 44 ] |
| 2015 | Лучшие игры 2014 года по версии IGN                         | Лучший платформер — «Выбор народа»        | Победа    | [ 44 ] |
| 2015 | Лучшие игры 2014 года по версии IGN                         | Лучшая игра для Wii U                     | Номинация | [ 45 ] |
| 2015 | Лучшие игры 2014 года по версии «Игромании»                 | Платформер года                           | Победа    | [ 46 ] |